# 米村孝一郎
米村 孝一郎（よねむら こういちろう、男性、1966年7月28日 - ）は、日本の漫画家、イラストレーター。石川県出身、金沢美術工芸大学卒業。宇宙作家クラブ会員。
代表作は『MISSING GATE』『STREGA!』など。シューティングゲーム『シルフィード』やアニメ版『BLUE DROP』のメカニックデザインなども手がける。
漫画家のやまむらはじめは高校の後輩。

## 作品リスト

### 漫画作品
- POSSESSION TRACER
- 妖精探偵社
- 蓬萊学園の疾走!
- MISSING GATE（全3巻）
- STREGA!（全3巻）
- 神曲奏界ポリフォニカ ザ・ブラック（原作：大迫純一 全3巻）
- 星界の紋章（原作：森岡浩之 全8巻）
- ボイジャー（旅する機械　米村孝一郎画集収録）

### 小説イラスト
- トレジャー・ハンター 八頭大ファイル（著者：菊地秀行 全8巻+別巻）
- エイリアン虚空城（著者：菊地秀行）
- フェアリーランド・クロニクル（著者：嬉野秋彦 全5巻）
- 機械どもの荒野（著者：森岡浩之）
- 果南の地 暁鐘編・業果編（著者：山下卓 上下巻）
- 魔術貴族（著者：荻野目悠樹 全3巻）
- 群青神殿（著者：小川一水）
- 絶神久遠（著者：庄司卓）
- デモンズサモナー（著者：中里融司 全4巻）
- 魔術師の名はシモン（著者：富永浩史）
- ジェノサイド・エンジェル―叛逆の神々(著者：吉田直)

### 画集
- 異形の翼（画集） - 大型本
- SOAR（画集） - デジタル画集（CD-ROM）
- 旅する機械　米村孝一郎画集（画集）- 電子書籍（Amazon Kindle）

### その他
- メタルヘッド：テーブルトークRPG（メインイラストレーター）
- シルフィード：3Dシューティングゲーム（メカニックデザイン）
- BLUE DROP 〜天使達の戯曲〜：テレビアニメ化作品（メカニックデザイン）
- ウォーシップガンナー2 鋼鉄の咆哮：戦艦アクションゲーム（キャラクターデザイン、ボスメカニックデザイン）